# Cabo Evans
77° 38′ S, 166° 24′ L

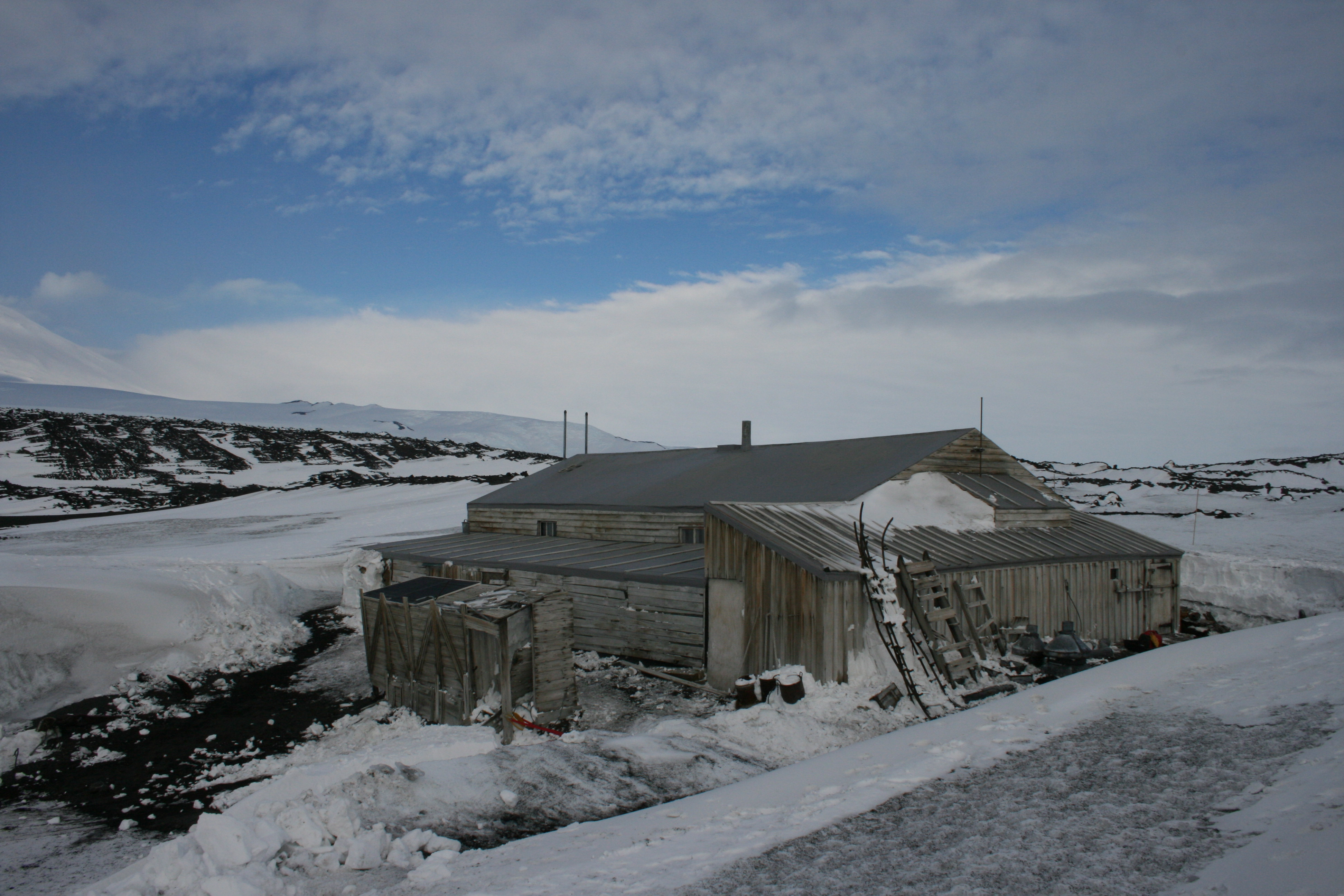
Cabana de Scott em Cabo Evans

O cabo Evans é um cabo rochoso no lado ocidental da ilha de Ross, formando o lado norte da entrada da baía Erebus, na Antártida.

## História
O cabo foi descoberto pela Expedição Discovery (1901-04) sob o comando de Robert Falcon Scott, que o nomeou Skuary. A segunda expedição de Scott, a Expedição Antártica Britânica (1910-13), construiu seu quartel aqui, renomeando o cabo para Tenente Edward R.G.R. Evans, da Marinha Real, o segundo no comando da expedição. O prédio do quartel de Scott ainda existe e é conhecido como a Cabana de Scott.